# Ре-дієз мінор
Ре-дієз мінор (D-sharp minor, dis-Moll) — мінорна тональність, тонікою якої є звук ре-дієз. Гама ре-дієз мінор містить звуки: 
 ре♯ - мі♯ - фа♯ - соль♯ - ля♯ - сі - до♯
 D♯ - E♯ - F♯ - G♯ - A♯ - B - C♯.
Паралельна тональність — фа-дієз мажор, однойменний мажор — (енгармонічно рівний) мі-бемоль мажор. Ре-дієз мінор має шість дієзів біля ключа (фа-, до-, соль-, ре-, ля-, мі-).

## Найвідоміші твори, написані в цій тональності
Класична музика:
- Олександр Скрябін «Етюд ре-дієз мінор» op. 8 Nr. 12
- Ерік Саті «Три сарабанди» (No. 2)

Попмузика:
- Dead Man's Party – Oingo Boingo

| музика | Це незавершена стаття про музику. Ви можете допомогти проєкту, виправивши або дописавши її. |